# Betty Hutton
Betty Hutton, född Elizabeth June Thornburg den 26 februari 1921 i Battle Creek, Michigan, död 11 mars 2007 i Palm Springs, Kalifornien, var en amerikansk skådespelare, sångerska och komiker. Bland Huttons filmer märks Swingland (1942), Fest i tropikerna (1943), Miraklet (1944), Och änglarna sjunga med... (1944), Flottans farliga flickor (1944), Blond och bländande (1945), Stork Club (1945), Cross My Heart (1946), Sensationernas kvinna (1947), Annie Get Your Gun (1950), Världens största show (1952) och Karriär i toner (1952).

## Biografi
Hutton växte upp med sin mamma och storasyster, Marion Hutton. Familjen flyttade till Detroit 1923, där mamman öppnade en bar, en s.k. speakeasy. Betty och hennes syster fick sjunga för gästerna. I tonåren sjöng hon i olika lokala band. Vid ett tillfälle reste hon till New York i hopp om att få framträda på Broadway, men fick inget jobb där.
Några år senare blev Hutton upptäckt av musikern Vincent Lopez som lät henne sjunga i sitt band. 1939 fick hon till slut chansen att framträda på Broadway i Panama Hattie and Two for the Show, producerad av B.G. DeSylva. När han så småningom blev filmproducent på Paramount Studios så dröjde det inte länge innan Hutton fick sin första roll. 1942 spelade hon i Swingland och Stjärnbaneret, och kritikerna gav henne bra kritik.
År 1944 ville Hutton göra något annat än musikaler, och regissören Preston Sturges gav henne huvudrollen i Miraklet, en komedi där hon kunde visa upp sina bästa sidor. Hon fortsatte med filmer som Blond och bländande (1945) och Sensationernas kvinna (1947). Hutton fick på nytt göra en musikal, då hon 1950 blev erbjuden huvudrollen i Annie Get Your Gun efter att Judy Garland hade blivit sjuk. 1952 gjorde hon Världens största show och Karriär i toner. Hutton hade samma år gift sig med regissören Charles O'Curran, han ville ha med henne i sin kommande film, men Paramount gillade inte den idén, vilket ledde till att hon sa upp sitt kontrakt med dem.
Hutton fortsatte att framträda på scen och i radio och TV. 1957 gjorde hon sin sista film, Spring Reunion. 1967 fick Hutton på nytt kontrakt med Paramount, meningen var att hon skulle vara med i två västernfilmer, men hon fick sparken. Efter det fick Hutton problem med drog- och alkoholmissbruk. Ett självmordsförsök ledde till ett nervöst sammanbrott. En präst hjälpte Hutton komma över problemen, och i början av 1970-talet arbetade hon som kock och hushållerska på ett kloster i Rhode Island. Hutton återupptog studierna och tog en examen på Salve Regina University. Hon flyttade senare tillbaka till Palm Springs i Kalifornien.

## Filmografi i urval

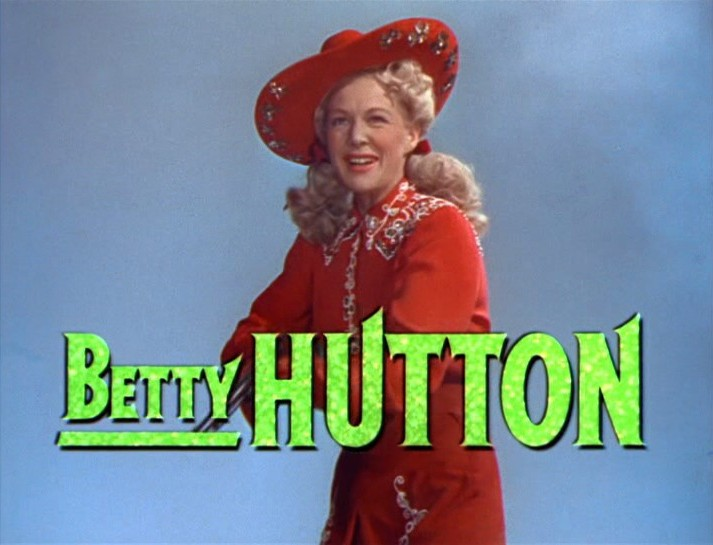
Hutton i trailern till Annie Get Your Gun (1950).

- 1938 – Queens of the Air (kortfilm)
- 1942 – Swingland
- 1942 – Stjärnbaneret
- 1943 – Fest i tropikerna
- 1943 – Vi klarar skivan
- 1944 – Miraklet
- 1944 – Och änglarna sjunga med...
- 1944 – Flottans farliga flickor
- 1945 – Blond och bländande
- 1945 – Den stora stjärnsmällen
- 1945 – Stork Club
- 1946 – Cross My Heart
- 1947 – Sensationernas kvinna
- 1948 – Drömflickan
- 1949 – Den blonda tornadon
- 1950 – Annie Get Your Gun
- 1950 – I dansens virvlar
- 1952 – Världens största show
- 1952 – Akta dej för sjömän
- 1952 – Karriär i toner
- 1954 – Satins and Spurs (TV-film)
- 1957 – Spring Reunion
- 1959–1960 – The Betty Hutton Show (TV-serie)
- 1964–1965 – Burke's Law (TV-serie)
- 1965 – Krutrök (TV-serie)
- 1977 – Baretta (TV-serie)